# عبد المجيد الفوزان
عبد المجيد فوزان الفوزان (22 سبتمبر 1990 -)، منشد وممثل ومقدم سعودي.

## بدايته الإنشادية
بدأ عبد المجيد في المجال الإنشادي من خلال بعض المشاركات في المهرجانات ولكن كانت بدايته الفعلية من خلال المشاركة في :
- ألبوم الأشبال 2 مع المنشدين محسن الدوسري و موسى العميرة 2008
- شارك في أنشودة قلبي على نار التياع دويتو مع المنشد محسن الدوسري في ألبوم خفقه 2008
- أنشودة يا ابني جفا النوم دويتو مع المنشد موسى العميرة في ألبوم يابوي 2009
- انشودة الديوتو رمضان يا رمضان مع المنشد أسامة السلمان 2009
- انشودة عيد يا العايدينا 2011
- انشودة الاوبريت قصة وفا 2012
- انشودة الاوبريت سائر أيضا 2012
- انشودة لمة الأحباب 2012
- انشودة أصاحب طريقي في 2013
- انشودة الأمل للناس روح
- ألبوم السلام سلام في 2016

## المهرجانات
شارك النجم عبد المجيد في أكثر من 100مهرجان ومن أبرزها:
- مهرجان القراءة الحرة الأول – الرياض 1426هـ.
- احتفال اليوم الوطني – نادي الشباب - الرياض1427هـ
- مهرجان قافلة الخير – الدمام 1427هـ
- مهرجان أشبال القافلة – الخبر 1428هـ.
- مهرجان اليتيم – جيزان 1428هـ.
- احتفالات عيد الفطر – الحوطة 1428هـ.
- ملتقى ربوة الرياض الأول- 1428هـ.
- مهرجان المجمعة - 1428هـ.
- مهرجان صيفنا يختلف عن غيرنا – الزلفي 1428هـ.
- مهرجان ينبع- 1429هـ.
- ملتقى ربوة الرياض الثاني - 1429هـ.
- مهرجان عيد الفطر – القصيم 1429هـ.
- احتفالات عيد الفطر – جدة 1429هـ.
- مهرجان نسائم الخير –  قطر 1429هـ.
- مهرجان صيف ارامكو – الرياض 1429هـ.
- مهرجان مكة أغلى – مكة 1429هـ.

مهرجان الطفل [ الأول 1429هـ والثاني 1430هـ ] - بريدة.
- مهرجان الطفل – حائل 1430هـ.
- مهرجان الرسم لأبناء جمعية إنسان – الرياض1430هـ.
- مهرجان اليوم العالمي لأطفال السرطان - الرياض1430هـ
- مهرجان النجاح للأشبال – المجمعة 1430هـ.
- مهرجان الزهور – الجبيل 1430هـ.
- ملتقى تواصل - الجبيل

## أعماله

### كليبات
| سنة الإنتاج | اسم الكليب         | المخرج          | المنتج                                    | مكان الإنتاج |
| ----------- | ------------------ | --------------- | ----------------------------------------- | ------------ |
| 2007        | كليب دمعتي اليتيمة | محمد عبد العزيز | وليد السند                                | سوريا        |
| 2008        | كليب (نور دربي 1)  | أحمد المهدي     | سلمان الخثلان                             | مصر          |
| 2009        | كليب (نور دربي 2)  | عادل سرحان      | سلمان الخثلان                             | لبنان        |
| 2009        | كليب أذكاري        | أحمد المهدي     | سلمان الخثلان                             | مصر          |
| 2016        | كليب السلام سلام   | أحمد عبد الباسط | سلمان الخثلان                             | تركيا        |
| 2017        | كليب ام الحلوين    | أسعد طفيلي      | جمعية بصائر لتحفيظ القرآن الكريم بالمظيلف | لبنان        |

لاقى كليب (نور دربي 1) صدى واسع في القنوات الفضائية وأشاد به كثير من الإعلاميين والنجوم أمثال :
1. الأمير نايف بن ممدوح آل سعود.
2. الممثل طارق العلي.
3. الكابتن ياسر القحطاني.
4. الكابتن سعد الحارثي.
5. المقدم صلاح الغيدان.
6. المنشد سمير البشيري.

### أفلام قصيرة
| سنة الإنتاج | اسم الفلم       | المخرج        | النوع   |
| ----------- | --------------- | ------------- | ------- |
| 1425هـ      | عليك يابو حن    | محمد المحيميد | كوميدي  |
| 1426هـ      | رحيل الحال      | محمد المحيميد | تراجيدي |
| 1426هـ      | زمان أول        | محمد المحيميد | تراجيدي |
| 1427هـ      | انفلونزا الأسهم | محمد المحيميد | كوميدي  |

### مسلسلات
| سنة الإنتاج | اسم الفلم          | المخرج        | النوع   |
| ----------- | ------------------ | ------------- | ------- |
| 1426هـ      | مطبات الجزء الأول  | محمد المحيميد | كوميدي  |
| 1427هـ      | مطبات الجزء الثاني | محمد المحيميد | كوميدي  |
| 1430هـ      | غبار الهجير        | محمد المحيميد | تراجيدي |

### المسرحيات
| سنة الإنتاج | اسم المسرحية   | الموقع                         | المخرج      | ملاحظات                                                  |
| ----------- | -------------- | ------------------------------ | ----------- | -------------------------------------------------------- |
| 1426هـ      | سم الكلام      | مسرح المجمعة                   | علي الزوبع  | حازت على جائزة أفضل مسرحية على مستوى المملكة لعام 1426هـ |
| 1426هـ      | عقلاء المجانين | مسرح الملك عبد العزيز التاريخي | وليد الزويد |                                                          |
| 1429هـ      | آباء للإيجار   | مسرح قرية الثمامة              | فهد العباد  |                                                          |

### البرامج
- قدم عبد المجيد الفوزان برنامج شعبيات مع المقدم عبد المجيد اليمني على قناة المجد.
- وفي قناة الرسالة عام 2010 قدم برنامج جيل الرسالة مع الشاعر المتميز منهل عبد القادر
- وفي عام 2010 قدم برنامج مسابقات بأسم برنامج احلى الليالي.
- ثم شارك في برنامج الواقع زد رصيدك الشهير في موسمه السادس الذي يعرض على قناة بداية في 2017
- ثم عمل كمقدم في برنامج شور بيت الذي عرض في رمضان في قناة بداية 2017